# Acalypha apetiolata
Acalypha apetiolata är en törelväxtart som beskrevs av Antonio Costa Allem och J.L.Wächt.. Acalypha apetiolata ingår i släktet akalyfor, och familjen törelväxter. Inga underarter finns listade i Catalogue of Life.